# Manfred Kohrs

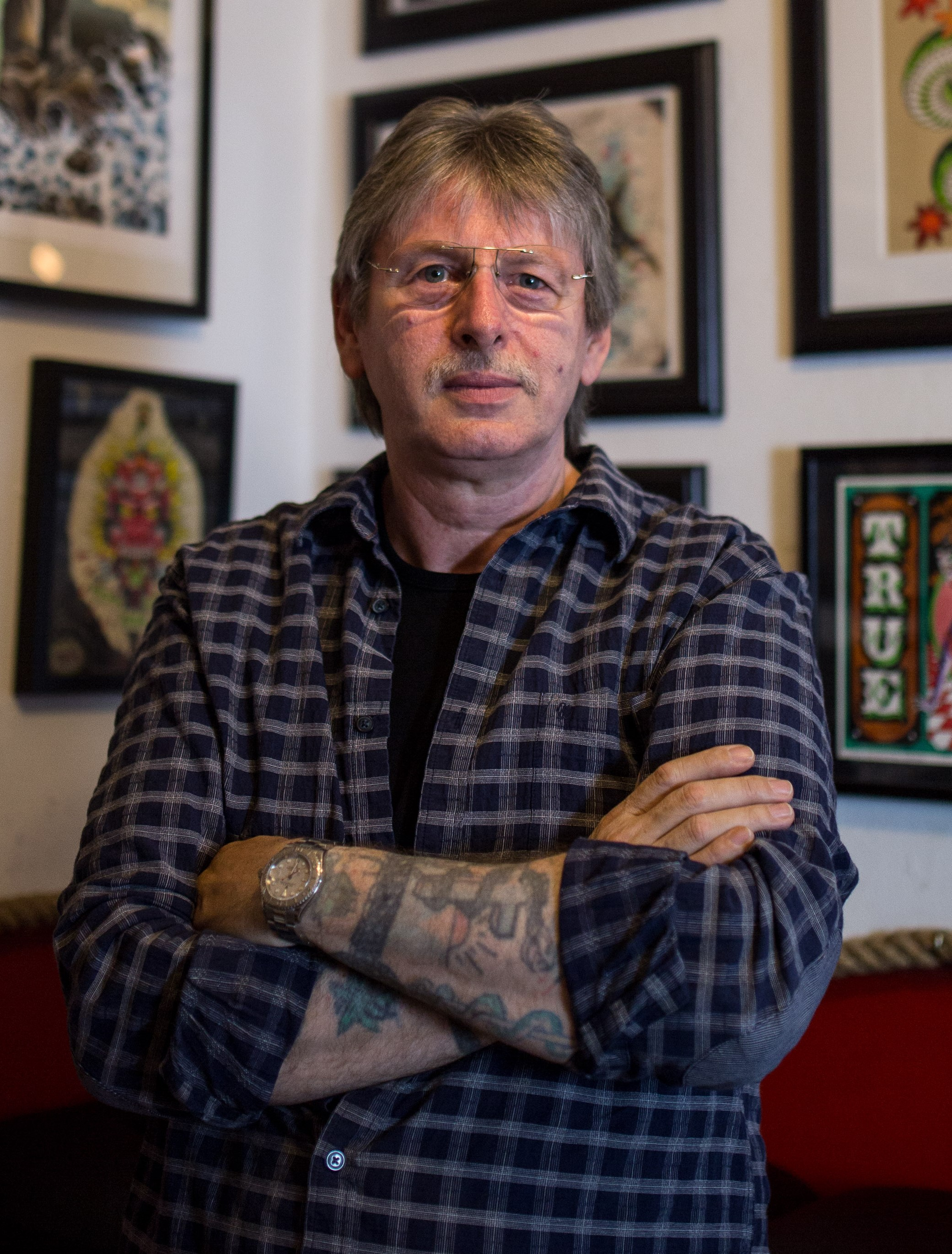
Manfred Kohrs (2017)

Manfred Kohrs (* 24. Januar 1957 in Hannover) ist ein deutscher Ökonom, Künstler und Tätowierer. Er gilt als einer der Pioniere der neuzeitlichen Tätowiererszene und arbeitete bereits ab Mitte der 1970er Jahre daran, „Tätowierung und Kunst zu verbinden“.
„Er versteht seine Arbeit als Kunst“ titelte die Szenezeitschrift NaNa 1982. Kohrs lehnte es von Anfang an ab, dass Tätowieren eine gewerbliche Tätigkeit sei und gründete 1977 die erste Vereinigung deutscher Tätowier-Künstler. Er war ein Mentee des Frankfurter Tätowierers Horst Streckenbach („Tattoo Samy“), mit dem er gemeinsam Tätowiermaschinen konstruierte und die ersten Piercing-Barbells anfertigte. Kohrs lebt und wirkt seit 1997 in Resse und ist seit 2018 in der Tattoo-Forschung tätig.

## Biografie
Manfred Kohrs wuchs in Hannover–Linden auf. Ab 1963 besuchte er die Volksschule in Letter und von 1972 bis 1975 absolvierte er eine Ausbildung zum Betriebsschlosser bei der Deutschen Grammophon Gesellschaft in Hannover. In den 1970er Jahren spielte er Rugby, in der Position des rechten Außendreiviertel, beim SC Germania List. 1977 eröffnete Kohrs das erste Tätowierstudio in Hannover. Es folgte 1977 bis 1981 eine Dienstzeit als SaZ beim Aufklärungsgeschwader 52 der Luftwaffe in Leck zuletzt als Stabsunteroffizier. Ab 1983 gründete er mehrere Kapitalgesellschaften, darunter ein Fuhrunternehmen und eine Zahnarztgesellschaft. Die Tätowiererei gab Manfred Kohrs um 1990 zu Gunsten eines wirtschaftswissenschaftlichen Studiums auf. Er absolvierte einen Studiengang der Betriebswirtschaftslehre und ein postgraduales Studium der Ökonomie; seit 1995 ist er in der Unternehmens- und Steuerberatung tätig.
Im Sommer 2016 erschien Kohrs wieder in der Tätowiererszene. Nach einer Pause von 30 Jahren gab er mehreren Fachmagazinen ausführliche Interviews. Im Frühjahr 2019 übernahm der Schriftsteller Paul-Henri Campbell ein umfangreiches Interview in das Buch Tattoo & Religion. Die bunten Kathedralen des Selbst. Unter dem Titel Anatomie einer Szene gibt Kohrs einen autobiografischen Einblick in die vergangenen 50 Jahre seines Wirkens.

„Wenn „eine Tätowierung zeigt, wer du bist“, dann solltest du bei der Wahl des Motives und der Körperstelle bedenken, dass du in Zukunft vielleicht nicht jedermann zeigen willst, wer du einmal warst.“

### Tätigkeit als Tätowierer

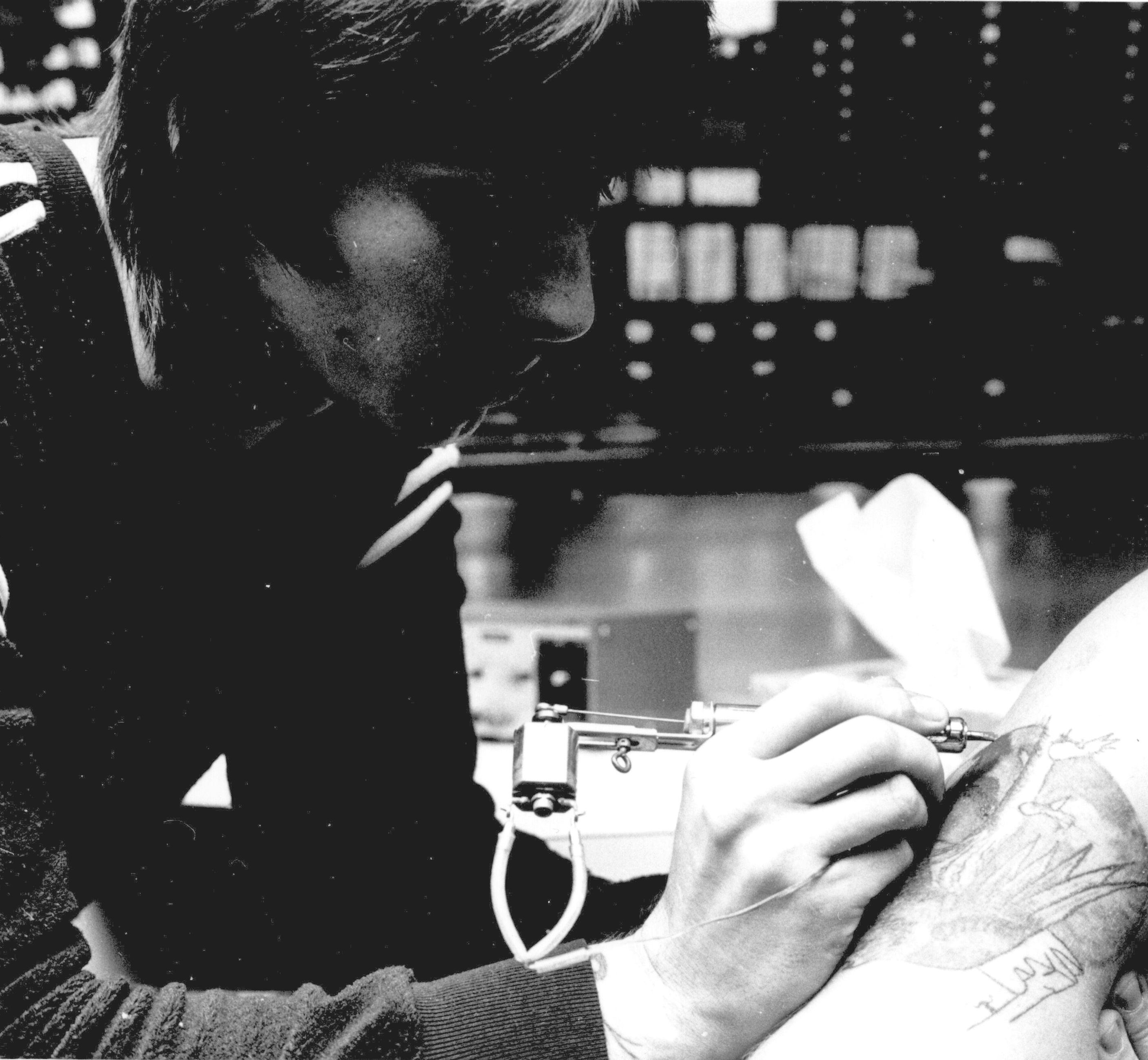
Manfred Kohrs, 1976

Das erste Tattoo stach sich Manfred Kohrs während seiner Schulzeit im Alter von zwölf Jahren auf den Arm und begann im Alter von 13 Jahren von Hand zu tätowieren, dem so genannten „Peikern“. Im Januar 1975 ließ er sich von Herbert Hoffmann tätowieren und erlernte die Grundlagen der Arbeit mit einer Tätowiermaschine.
Am 26. Januar 1975 traf Kohrs, anlässlich eines Happenings im Kunstverein Hannover, auf Timm Ulrichs, Helmut R. Leppien und Horst Streckenbach. Ulrichs hatte einige „Old-Skool“-Tätowiermotive auf Leinwand ausgestellt und Streckenbach tätowierte Kohrs vor laufender Kamera des NDR. In der Folgezeit erlernte Kohrs bei Streckenbach das Tätowieren und nach zweijähriger Arbeit als Reisetätowierer eröffnete er im Jahr 1977 das erste Tätowierstudio in Hannover.
In den späten 1970er Jahren hatte Kohrs aufgrund einer Vermittlung von Streckenbach ein Treffen mit Fukushi Katsunari. Im Jahr 1983 trat eine Braunschweiger Klinik für Plastische Chirurgie an Kohrs heran, um für eine Mamillenrekonstruktion den Brustwarzenhof zu tätowieren. In der Folgezeit führte er mehrfach derartige Arbeiten aus, belieferte Kliniken mit entsprechendem Gerät und schulte Mediziner an. Ende der 1980er Jahre beendete Kohrs seine Laufbahn als aktiver Tätowierer.

#### Die Rotary-Tätowiermaschine

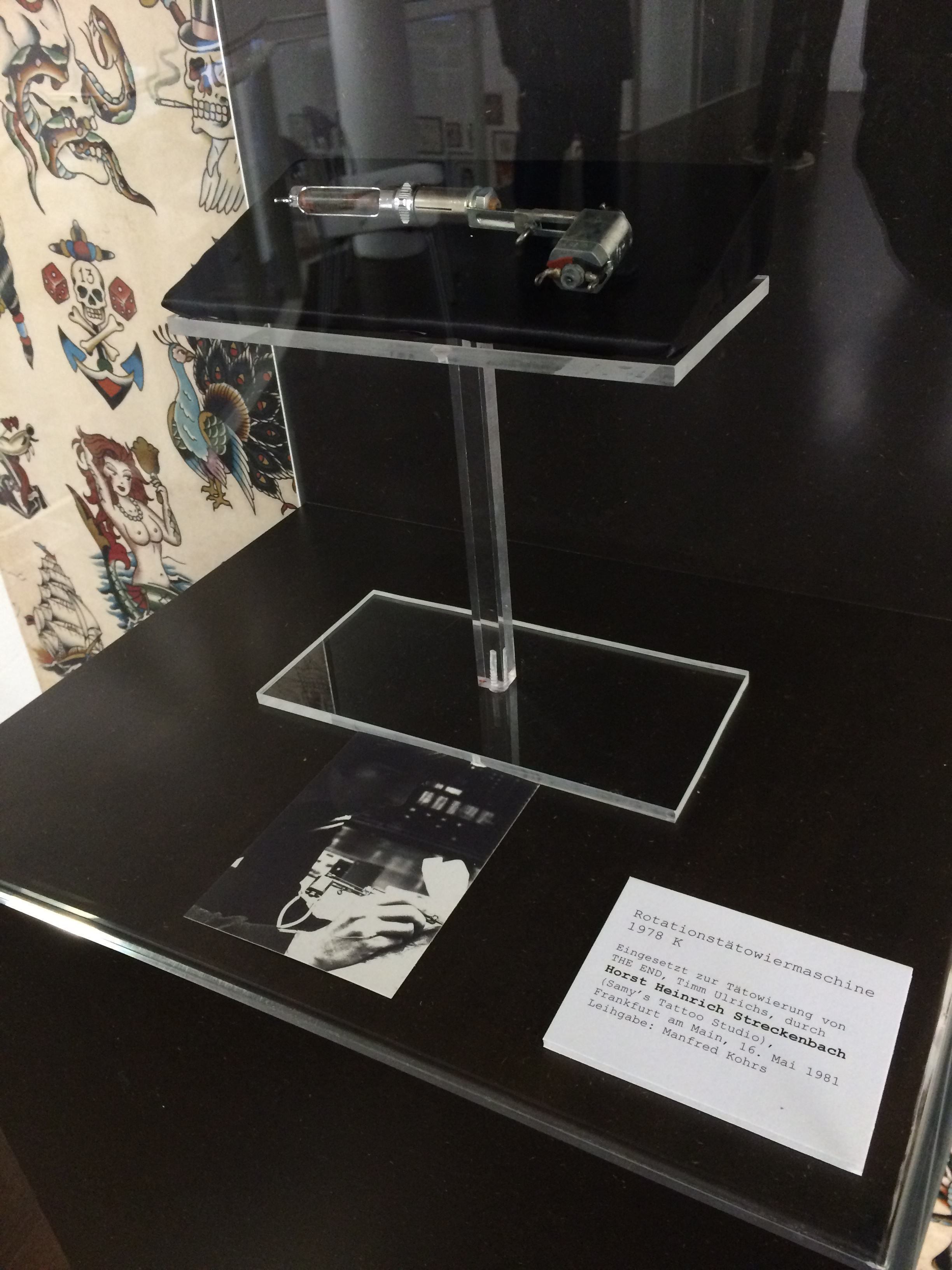
Rotarymaschine „Kohrs 1978“ (Liner), Kunstausstellung „skin stories“ in der kunst galerie fürth 2015

Kohrs fertigte seine Maschinen und das Zubehör selbst an; die von Streckenbach ab 1965 angefertigte Tätowiermaschine entwickelte er dabei ständig weiter. Von den gängigen Modellen, die Samuel O’Reilly sich hatte patentieren lassen unterschieden sie sich beispielsweise durch die Antriebsart. So setzte Kohrs auf Rotation statt Magnetfelder. Das Modell ’76 Manfred Kohrs kam auch in Australien in den Handel. Im Jahr 1978 stellte Kohrs „das erste neue Design für eine Rotationsmaschine seit fast einem Jahrhundert vor. Seine Maschine war funktionell ähnlich wie die von O'Reilly, nur dass ein elektrischer Gleichstrommotor statt elektrifizierter Magnete die Nadeln antrieb. Diese schlankere und stromlinienförmige Version wurde leichter, leiser und tragbarer. Außerdem gab sie den Künstlern mehr Kontrolle und sorgte dafür, dass die Hände und Finger des Bedieners weniger verkrampft wurden. Während sich einige Künstler zu diesem rotierenden Revival hingezogen fühlten, zogen es andere vor, bei ihren vertrauten Spulenmaschinen zu bleiben.“

#### Barbell-Piercing
Im Jahr 1976 fertigte Kohrs erstmals ein Piercing an, dass aus einem Metallstift mit zwei verschraubbaren Kugeln mit Innengewinde bestand. Dieses Ur-Barbell wurde Streckenbach im selben Jahr von Doug Malloy in die Zunge gesetzt. Die Originalanfertigung von Kohrs wird bezeichnet als „Barbell No. 1“. Es ist seit 2018 Teil der Sammlung Kohrs, die sich im Institut für deutsche Tätowier-Geschichte befindet. „Barbell No. 1“ wird gelegentlich auf Fachkonferenzen, so z. B. im September 2019 auf der jährlich stattfindenden BMXnet Conference in Essen gezeigt. Auch in Sonderausstellungen von Museen wird es präsentiert, zuletzt in der Sonderausstellung unter dem Titel Tattoo-Legenden. Christian Warlich auf St. Pauli, von November 2019 bis Mai 2020 im Museum für Hamburgische Geschichte in der Abteilung Streckenbach-Kohrs-Ulrichs.

### Verbands- und Vereinsarbeit
Im Jahr 1977 lud Kohrs einige in Deutschland niedergelassene Tätowierer – darunter Horst Streckenbach, Edward Szustak »Tattoo Eddy« († 23. Januar 1993, Fürth), Herbert Hoffmann, Heinrich Dietz und Theodor Vetter, sowie aus der Schweiz Dietmar Gehrer – zu einem Informationstreffen nach Hannover ein. „Zu jener Zeit gab es im gesamten Bundesgebiet lediglich 14 registrierte, selbstständig tätige Tätowierer.“ Zweck dieses Treffens war die Gründung einer nationalen Vereinigung, um anschließend technische und hygienische Standards einzuführen. Streckenbach und Kohrs waren zur damaligen Zeit die einzigen deutschen Tätowierer, die einen Autoklaven zur Sterilisation der Geräte einsetzten. Kohrs begründete 1977 den National Tattoo Club Germany und nahm anschließend Kontakt mit dem US-Tätowierer „Philadelphia Eddie“ Funk auf um sich im National Tattoo Club of the World zu engagieren. Der National Tattoo Club of the World wurde 1984 durch Mitgliederbeschluss in National Tattoo Association, N.T.A. umbenannt.
Zwischen 1976 und 1984 reiste Kohrs mehrfach in die USA, besuchte Tattoo-Conventions und publizierte in Verbandsmagazinen und Zeitschriften.
Auf der ersten „Convention“ des National Tattoo Club of the World, vom 24. bis 25. Januar 1976 in Houston (Texas) und auf der Convention vom 23. bis 25. März 1979 im Cosmopolitan Hotel in Denver (Colorado), traf er u. a. auf David Yurkew, Don Ed Hardy, Arnold Rubin und Terry Wrigley, der ihn als 25. Mitglied in die European Tattoo Artist Association (E.T.A.A.) aufnahm.
Aus dem von Kohrs, Streckenbach, Vetter und weiteren Tätowierern im Jahr 1977 gegründeten National Tattoo Club Germany wurde im Jahr 2000 zur Expo in Hannover der KUNSTverein 2000 Wedemark e. V., der am 2. Dezember 2018 in Tätowierkunst e. V. umbenannt wurde und bis Oktober 2022 bereits über 500 Mitglieder zählte. Dazu gehören nicht nur Tätowierer, sondern u. a. auch Künstler, Kunsthistoriker, Juristen und Wissenschaftler. Manfred Kohrs übergab den Vorsitz nach über 40 Jahren an Heiko Gantenberg und der Vereinssitz wurde nach Marl verlegt.

### Kunst
Im Rahmen der Ausstellung „Timm Ulrichs: Tätowier-Bilder“ (12. Januar – 9. März 1975) im Kunstverein Hannover, fand am 26. Januar 1975 eine Tätowier-Aktion statt, auf der Streckenbach seinen späteren Schüler Manfred Kohrs vor laufender Kamera des NDR tätowierte. Am 28. Januar 1975 berichtete der NDR in der Sendung Nordschau-Magazin über das „Happening im Kunstverein Hannover. „Sammy“ aus Frankfurt über seine Kunst und das Tätowieren“. Ab 1981 realisierte Manfred Kohrs, er war von 1977 bis 2013 Mitglied im Kunstverein Hannover, einige Kunst-Projekte und widmete sich mehr der Malerei und Konzeptkunst. Er zeichnete Cartoons und gegen Ende der achtziger Jahre entwarf er für Rudolf Schenker von den Scorpions diverse Motive, aus denen 1987 das Werk „Zukunftsmusik“ entstand.

### Ausstellungen

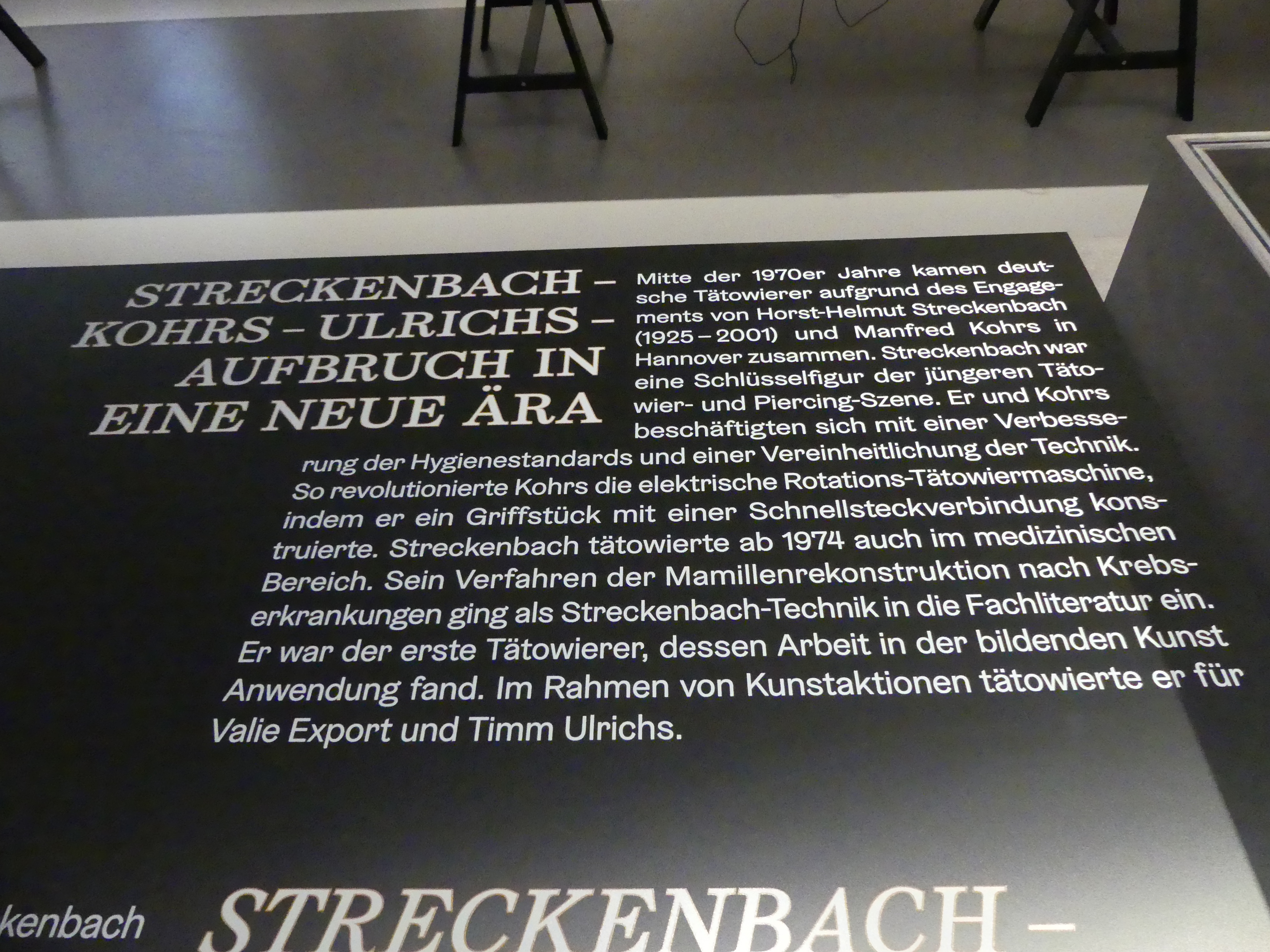
Sonderausstellung Christian Warlich auf St. Pauli im MHG 2019

Vom 9. Oktober 2015 bis 8. November 2015 zeigte die kunst galerie fürth die Ausstellung Skin Stories Tattoo und Kunst, u. a. mit Timm Ulrichs, Wim Delvoye, Manfred Kohrs, Simone Pfaff und Volker Merschky. Im Rahmen der Ausstellung wurde eine von Kohrs im Jahre 1978 gefertigte Rotationstätowiermaschine präsentiert.
Vom 27. November 2019 bis 25. Mai 2020 zeigte das Museum für Hamburgische Geschichte eine Sonderausstellung unter dem Titel Tattoo-Legenden. Christian Warlich auf St. Pauli, die von Ole Wittmann kuratiert wurde. Eine Abteilung dieser Ausstellung zeigt Objekte und Dokumente aus dem Schaffen von Kohrs als Tätowierer, u. a. eine Reise-Tätowier-Ausrüstung der frühen 1970er Jahre.

## Forschung

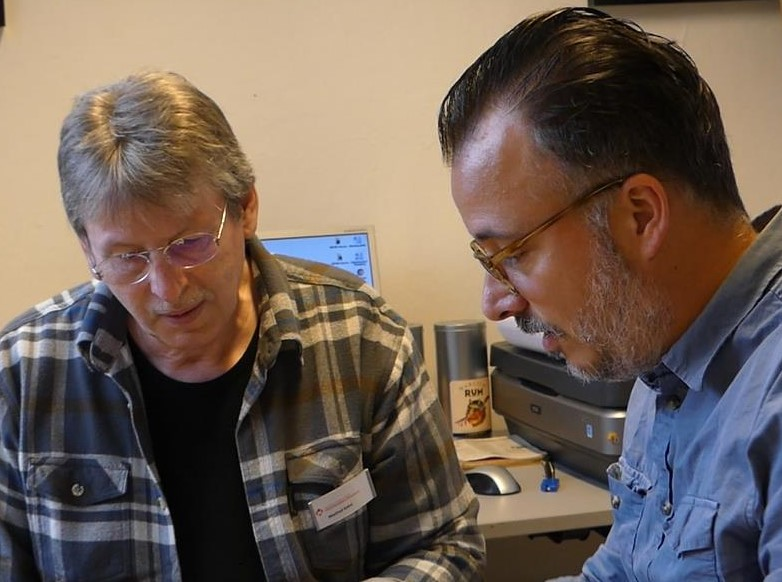
Manfred Kohrs & Ole Wittmann im Museum für Hamburgische Geschichte 2019

Kohrs ist seit 1997 Vorstandsvorsitzender des von ihm gegründeten Institut für deutsche Tätowier-Geschichte (IDTG). Der Hamburger Kunsthistoriker Ole Wittmann ist dort seit 2019 zweiter Vorsitzender und wissenschaftlicher Leiter, der Kunsthistoriker Klaus Gier ist stellvertretender Forschungsleiter. Das IDTG beschäftigt sich mit der „Durchführung wissenschaftlicher Veranstaltungen und Forschungsvorhaben zur deutschen Tätowier-Geschichte im internationalen Kontext“ und unterstützt Studierende und Forschungsprojekte mit Informationen und Material. Kohrs publiziert eigene Erinnerungen und Ergebnisse seiner Forschungsarbeit u. a. im Tattoo Kulture Magazine aber auch in Onlinemagazinen.
Von Mai 2018 bis November 2019 arbeitete Kohrs als wissenschaftlicher Mitarbeiter am Forschungs- und Ausstellungsprojekt „Der Nachlass des Hamburger Tätowierers Christian Warlich (1891–1964)“ mit, das von Ole Wittmann durchgeführt und kuratiert wurde. Die Ergebnisse dieser Forschungsarbeit flossen in die Sonderausstellung Tattoo-Legenden. Christian Warlich auf St. Pauli (2019/20) im Museum für Hamburgische Geschichte ein. Aufgrund der COVID-19-Pandemie musste die Ausstellung am 13. März 2020 unvermittelt geschlossen werden. Unter Beteiligung des von Kohrs geführten Instituts für Deutsche Tattoo-Geschichte wurde ein digitaler Rundgang erstellt, mit dem Ergebnis, dass die Ausstellung am 20. März „international die einzige aktuelle Sonderausstellung war, die online zu besuchen war – eine schon totgesagte Ausstellung wurde reanimiert und es gab eine aktive Teilhabe einer Community am Thema Tattoo-Geschichte“. Das Projekt wurde am 29. Oktober 2020 mit dem Annual Multimedia Award in Gold für den virtuellen Rundgang Tattoo-Legenden in der Kategorie „Events im Internet“ ausgezeichnet. Ein Jahr nach Eröffnung der analogen Ausstellung im MHG folgte ab November 2020 die Fortsetzung der digitalen Variante: in der Schau Christian Warlich. Digital Exhibit Pt II stehen einzelne Objekte im Fokus.
Im Jahr 2018 übernahm Manfred Kohrs den Nachlass seines ehemaligen Mentors Horst Streckenbach von Herry Nentwig, der diesen nach Streckenbachs Tod 2001 vor der Vernichtung retten konnte. Auch dieser Nachlass wird vom IDTG ausgewertet und publiziert. Ausgewählte Objekte wurden im Rahmen der Sonderausstellung Tattoo-Legenden. Christian Warlich auf St. Pauli (2019/20) im Museum für Hamburgische Geschichte in der Abteilung „Streckenbach-Kohrs-Ulrichs“ gezeigt.
In den Jahren 2018 und 2019 besuchte Kohrs mehrfach die Kantonsbibliothek Appenzell Ausserrhoden um den Nachlass des Tätowierers und Fotografen Herbert Hoffmann zu sichten. Er traf Hoffmann mehrfach in den 1970er Jahren persönlich und wertet im Rahmen seiner Arbeit dessen Nachlass aus.
Kohrs hält Vorträge über seine Forschungsarbeiten, so z. B. an der Universität Oldenburg oder auf der jährlich stattfindenden BMXnet Conference.

## Werke (Auswahl)
- Tätowier-Vorlagenbuch Horst "Samy" Streckenbach (1925-2001). Manifest Gallery 2024. ISBN 978-3-00-077932-9.
- Tätowier-Vorlagenbuch 1920 Großbritannien/Schottland. Manifest Gallery 2024. ISBN  978-3-00-076408-0.
- TATTOO-HISTORY No.1 -Tattoo-Artists go Public-. IKARUS GmbH, Wedemark 2025. ISBN 978-3-911819-00-8.

### Fachartikel (Auswahl)
- European Tattoo Artist Association 1980 Frankfurt. In: Tattoo Kulture Magazine 51, 28. Mai 2023, S. 12–17.
- Tattoo-Clubs und Vereine - Ein europäischer Rückblick. In: Tattoo Kulture Magazine 49, März 2022, S. 12–20.
- Elizabeth Weinzirl, the tattoed Grandma. In: Tattoo Kulture Magazine Dezember/Januar vom 22. Dezember 2021, S. 12–22. (mit einem Kommentar von Jim Ward).
- Die tätowierten Damen der Belle Époque. In: Tattoo Kulture Magazine 46, August/September vom 30. Juli 2021, S. 10–25.
- Die tätowierten Damen der Belle Époque.  In: feelfarbig | Tattoo Magazin. 1. März 2025.
- Ove Skog „Doc Forest“ Schwedens Tattoo-Pionier. In: Tattoo Kulture Magazine 45, Juni/Juli vom 10. Juni 2021, S. 14–29.
- Mit Sabrina Ungemach: Flammend’ Herz - Eine freundschaft, die unter die Haut geht, In: Tattoo Kulture Magazine 44, April/Mai 2021, S. 14–19.
- Tätowierungen in der bildenden Kunst des späten 20. Jahrhunderts. In: Tattoo Kulture Magazine 42, Januar/Februar 2021, S. 24–29.
- Mit Heiko Gantenberg: Lyle Tuttle Tattoo Pioniere im Fort Notch. In: Tattoo Kulture Magazine 38, Mai/Juni 2020, S. 38–47.
- Der vergessene Pionier – Horst H. Streckenbach. Tattoo-Samy. In: Tattoo Kulture Magazine 32, Mai/Juni 2019, S. 28–40.

## Zitate
„Ein Self-made Künstler, dessen Werke nicht im Museum hängen, sondern essen, schlafen, rauchen und Straßenbahn fahren.“

„In einem Kreis um Horst Streckenbach gehörte Kohrs zu einer Avangarde von jungen Tätowier-Künstlern der 1970er Jahre...“

### Sekundärliteratur
- Lars Rieck: Tätowierungen und Urheberrecht. dfv Mediengruppe 2025, ISBN 978-3-8005-1980-4, S. 19.

### Film
- 1975: Tatueringar är tvättäkta schwedischer Kurzfilm (mit Manfred Kohrs, Ove Skog u. a.)[Anm. 1]

- 2024: Tinte im Blut - Gesellschaft und Körperkunst. Jette Müller | h1 - Fernsehen